# サッカーコンゴ共和国代表
サッカーコンゴ共和国代表（サッカーコンゴきょうわこくだいひょう）は、コンゴ共和国サッカー連盟によって構成される、コンゴ共和国のサッカーのナショナルチームである。隣国であるコンゴ民主共和国のサッカーコンゴ民主共和国代表とは異なる。

## 成績

### FIFAワールドカップ
| 開催国 / 年 | 結果                                            | 開催国 / 年 | 結果     |
| ----------- | ----------------------------------------------- | ----------- | -------- |
| 1930        | フランス統治下のため参加できず                  | 1982        | 不参加   |
| 1934        | フランス統治下のため参加できず                  | 1986        | 不参加   |
| 1938        | フランス統治下のため参加できず                  | 1990        | 不参加   |
| 1950        | フランス統治下のため参加できず                  | 1994        | 予選敗退 |
| 1954        | フランス統治下のため参加できず                  | 1998        | 予選敗退 |
| 1958        | フランス統治下のため参加できず                  | 2002        | 予選敗退 |
| 1962        | 予選参加時点でFIFA非会員で あったため参加できず | 2006        | 予選敗退 |
| 1966        | 不参加                                          | 2010        | 予選敗退 |
| 1970        | 不参加                                          | 2014        | 予選敗退 |
| 1974        | 予選敗退                                        | 2018        | 予選敗退 |
| 1978        | 予選敗退                                        | 2022        | 予選敗退 |
| 合計        | 出場0回                                         | 出場0回     | 出場0回  |

### アフリカネイションズカップ
| 1957 | フランス統治下のため参加できず | 1978 | 1次リーグ敗退 | 1998 | 予選敗退           | 2017 | 予選敗退 |
| 1959 | フランス統治下のため参加できず | 1980 | 予選敗退      | 2000 | グループリーグ敗退 | 2019 | 予選敗退 |
| 1962 | CAF非会員により参加できず      | 1982 | 予選敗退      | 2002 | 予選敗退           | 2021 | 予選敗退 |
| 1963 | CAF非会員により参加できず      | 1984 | 予選敗退      | 2004 | 予選敗退           |      |          |
| 1965 | CAF非会員により参加できず      | 1986 | 予選敗退      | 2006 | 予選敗退           |      |          |
| 1968 | グループリーグ敗退             | 1988 | 予選敗退      | 2008 | 予選敗退           |      |          |
| 1970 | 不参加                         | 1990 | 不参加        | 2010 | 予選敗退           |      |          |
| 1972 | 優勝                           | 1992 | ベスト8       | 2012 | 予選敗退           |      |          |
| 1974 | 4位                            | 1994 | 予選敗退      | 2013 | 予選敗退           |      |          |
| 1976 | 予選敗退                       | 1996 | 予選敗退      | 2015 | ベスト8            |      |          |

## 歴代監督
- ガストン・チャンガナ（英語版） 2001
- エウゲン・モルドヴァン（英語版） 2001-2002
- クロード・アンドレイ（英語版） 2002-2003
- ミシェル・イダルゴ 2004
- ガストン・チャンガナ（英語版） 2005-2006
- ノエル・トシ（英語版） 2006-2007
- ガストン・チャンガナ（英語版） 2007-2008
- イヴィツァ・トドロフ（英語版） 2008-2010
- ロベール・コルフ（英語版） 2010-2011
- カミーユ・ガコッソ（英語版） 2011
- ジャン＝ギュイ・ワレンム（英語版） 2011-2012
- クロード・ル・ロイ（英語版） 2013-2015
- ピエール・ルシャントル（英語版） 2016
- バルテルミー・ヌガツォノ（英語版） 2016-2017
- セバスチャン・ミニェ（英語版） 2017-2018
- バウド・フィリョ 2018-2021
- ポール・ピュト 2021-

## 歴代選手
- クリストファー・サンバ 2004-
- リュシアン・オーベイ 2009-
- デルヴィン・エンディンガ 2007-
- プランス・オニアンゲ 2010-
- フェレボリ・ドレ 2010-
- シルヴェル・ギャンブラ・エンブシ 2014-